# ソーシャルレンディング
ソーシャルレンディング（peer-to-peer lending、social lending）とは「インターネット上でお金を借りたい人、企業」（borrower：ボロワー）と「インターネット上でお金を貸したい人、企業」（lender：レンダー）を結びつける融資仲介サービスである。類似のサービスに、投資型クラウドファンディングがある。貸金業法の金銭消費貸借契約を伴うものや株式投資型などの形態がある。

## 概要
ウェブで商品の提供者と受益者を直接結びつけることで金融流通を効率化し、低コストでサービスが提供される。株式市場と比較して、変動性は低いものの、流動性が低い金融商品とされる。
2005年にイギリスのZOPAが、個人間がインターネットで小口の融資を行えるソーシャルレンディングの原型ともいえるマーケット型のサービスを開始した。
2006年にはアメリカのProsperが、2007年にはLending Clubが類似サービスを開始する。Prosper、Lending Clubはオークション型である。
日本では、maneo（2008）がオークション型、AQUSH（2009）、SBIソーシャルレンディング（2011）がマーケット型のサービスを提供していた。
2013年にはクラウドバンク、2014年にはラッキーバンク、2015年にはトラストファイナンス、samurai証券が匿名組合契約型の投資サービスを開始している。

## 類型

### マーケット型
サービスの運営会社が審査をし、借り手個人の格付けを行うが、貸し手個人がどの格付けにいくら、どのくらいの金利で貸付けを行うかを決定する。格付けを得るために、融資希望者は借りたい額と必要な個人情報を運営会社へ送信することが求められ、運営会社は送られてきた個人情報と信用情報機関への問い合わせによって格付けを決定する。貸す側は希望するリスクリターンに見合った格付けと金利、融資額を自分で決め、貸付けを行う。運営会社はこのように出資された金額を束ね、貸付け希望条件にあった借入をマッチングさせる。
この形式がマーケット型と呼ばれるのは、貸し手のリスク許容度や希望利回りに応じて金利がタイムリーに変動し、あたかも株式市場のような動きをするからである。もちろん、資金需要者として借り手が貸し手の金利設定に影響するので、金利がマーケットシステムによって公正に決定される仕組みになっている。

### オークション型
融資を希望する側は借り入れの目的や信用度をコミュニティ内にアピールし、貸し手側はそれらを判断材料として投資・融資先を決定する。
利率はオークション形式、すなわち貸し手側による入札（ビッディング）で決まり、通常、一番安い利率でビッドした貸し手（一人とは限らない）が貸し付けの権利を得ることができる。貸し手は、借り手の借り入れの目的・信用度・バックグラウンド等を考慮して利率を入札するが、その際、名前、住所等の個人情報は一切公開されない。金融市場の相場や一般利率に左右されないので、優良な借り手であれば低金利で資金調達が可能である一方、高利率のビッドが確定し、貸し手が高い利息を受け取れる可能性もある。この他にも家族間・友人間での貸借を行う場としても活用されている。

### 貸付型・ファンド型
サービスの運営会社が借り手の企業を審査をし金利、金額、期間等を決定する。貸し手はその条件を見てその案件にいくら出資をするかを決定する。融資希望者は借りたい額と必要な企業情報、事業計画を運営会社へ開示することが求められ、また場合によっては保証人を立てること、担保の提出を行う。運営会社は上記情報をもとに審査した上でファンドの形で貸し手に案件を提出する。日本の文化、実態に合わせて生まれたソーシャルレンディングの新しい型といえる。
なお、国内の投資型クラウドファンディング事業者について、貸金業法に基づき融資してその利息を収益とする形式を貸付型、同法に基づかず国内・海外の事業者などに投資してその配当を収益とする形式をファンド型（株式投資型、狭義の投資型）と呼ぶ分け方が提唱されているが、一般に根付いているとは言いがたい。なお、東洋経済では投資型クラウドファンディングを融資（貸付）型、ファンド型、株式（エクイティ）型に区分している。

## 市場規模
欧米では、総融資残高は、2005年には1億1800万ドル、2006年には2億6900万ドル、2007年には6億4700万ドル、2010年には総額58億ドル規模になると予想されている。
「2015CF Crowdfunding Industry Report」においてはクラウドファンディングのうち貸付型と株式型は以下の数値が報告されている。
- 2012年 貸付型：11億9000万ドル、株式型：1億1800万ドル
- 2013年 貸付型：34億4000万ドル、株式型：3億9500万ドル
- 2014年 貸付型：110億8000万ドル、株式型：11億1000万ドル

ただし、日本国内においては、ソーシャルレンディングに対する認知度は低く、メディアが実施した市場調査によれば、ソーシャルレンディングについて「全く見聞きしたことがない」、と回答した回答者が、回答者全体の8割ほどに達した例もある。

## 法令

### 免許
日本では出資ではない融資を行う場合、貸金業法2条1項により、金銭の貸借の媒介で業として行うものに該当し、貸金業としての登録が必要となる。また、不特定多数からの出資を集めて融資や出資の仲介を行うことから、匿名組合出資契約を募集するための第2種金融商品取引業の登録も必要になる。なお、国内ソーシャルレンディング事業者の中には、第2種金融商品取引業よりも資本要件等の厳しい、第1種金融商品取引業の登録を受けている事業者もある。

### 税務上の取り扱い
匿名組合契約に基づき営業者から受け取る利益は、個人の場合は雑所得となり（所得税基本通達36・37共-21）、一般的な投資（株式投資・投資信託）の場合の譲渡所得と比較して投資家負担が重くなる。